# F. Murray Abraham
Fahrid Murray Abraham (Pittsburgh, 24 de outubro de 1939) é um ator americano.
É de origem síria por parte de pai e italiana por parte de mãe. Obteve o Oscar de melhor ator pelo papel desempenhado no filme Amadeus. Desde então, ele participou de muitos outros filmes, programas de televisão e, principalmente, de peças de teatro.

## Filmografia
| Ano  | Título                                                          | personagem              | Notas          |
| ---- | --------------------------------------------------------------- | ----------------------- | -------------- |
| 1971 | They Might Be Giants                                            | Clyde o lanterninha     |                |
| 1973 | Serpico                                                         | parceiro                | sem crédito    |
| 1975 | The Prisoner of Second Avenue                                   | Motorista de Taxi       |                |
| 1975 | The Sunshine Boys                                               | mecânico                |                |
| 1976 | All the President's Men                                         | Paul Leeper             |                |
| 1976 | The Ritz                                                        | Chris                   |                |
| 1978 | The Big Fix                                                     | Eppis                   |                |
| 1978 | Madman                                                          |                         |                |
| 1983 | Scarface                                                        | Omar Suárez             |                |
| 1984 | Amadeus                                                         | Antonio Salieri         |                |
| 1986 | The Name of the Rose                                            | Bernardo Gui            |                |
| 1988 | Russicum - I giorni del diavolo                                 |                         |                |
| 1989 | The Favorite                                                    | Abdul Hamid             |                |
| 1989 | An Innocent Man                                                 | Virgil Cane             |                |
| 1989 | Slipstream                                                      | Cornelius               |                |
| 1989 | Beyond the Stars                                                | Dr. Harry Bertram       |                |
| 1989 | Eye of the Widow                                                | Kharoun                 |                |
| 1990 | The Bonfire of the Vanities                                     | D.A. Abe Weiss          | sem créditos   |
| 1990 | La Batalla de los Tres Reyes                                    | Osrain                  |                |
| 1990 | Cadence                                                         | Capt. Ramon Garcia      | sem crédito    |
| 1991 | Mobsters                                                        | Arnold Rothstein        |                |
| 1991 | Money                                                           | Will Scarlet            |                |
| 1991 | By the Sword                                                    | Max Suba                |                |
| 1993 | Last Action Hero                                                | F. Murray Abraham       |                |
| 1993 | Journey To The Center Of The Earth                              | Harlech                 |                |
| 1993 | Sweet Killing                                                   | Zargo                   |                |
| 1993 | Through an Open Window                                          | Narrador                | curta-metragem |
| 1993 | National Lampoon's Loaded Weapon                                | Dr. Harold Leacher      |                |
| 1994 | Nostradamus                                                     | Scalinger               |                |
| 1994 | Surviving the Game                                              | Wolfe Sr.               |                |
| 1994 | L’Affaire Lucien Haslans                                        |                         |                |
| 1994 | Jamila                                                          | Older Seit              |                |
| 1994 | Fresh                                                           | Sam                     | sem créditos   |
| 1995 | Mighty Aphrodite                                                | Líder do coro           |                |
| 1995 | Dillinger and Capone                                            | Al Capone               |                |
| 1995 | Baby Face Nelson                                                | Al Capone               |                |
| 1996 | Children of the Revolution                                      | Joseph Stalin           |                |
| 1996 | Dead Man's Walk                                                 | Caleb Cobb              |                |
| 1997 | Mimic                                                           | Dr. Gates               |                |
| 1997 | Eruption                                                        | Presidente Mendoza      |                |
| 1997 | Color of Justice                                                | Jim Sullivan            |                |
| 1998 | Star Trek: Insurrection                                         | Ad’har Ru’afo           |                |
| 1999 | Excellent Cadavers                                              | Tommaso Buscetta        |                |
| 1999 | The All New Adventures of Laurel & Hardy in 'For Love or Mummy' | Prof. Covington         |                |
| 1999 | Muppets From Space                                              | Noah                    |                |
| 2000 | Finding Forrester                                               | Prof. Robert Crawford   |                |
| 2001 | Thirteen Ghosts                                                 | Cyrus Kristicos         |                |
| 2001 | I Cavalieri che fecero l'impresa                                | Delfinello da Coverzano |                |
| 2002 | Joshua                                                          | Tardone                 |                |
| 2002 | Ticker                                                          | Guru                    |                |
| 2003 | My Father, Rua Alguem 5555                                      | Paul Minsky             |                |
| 2003 | Piazza delle cinque lune                                        | Entita                  |                |
| 2003 | Kingdom of David: The Saga of the Israelites                    | Narrador                |                |
| 2004 | The Bridge of San Luis Rey                                      | Vice-rei do Peru        |                |
| 2004 | Peperoni ripieni e pesci in faccia                              | Jeffrey                 |                |
| 2004 | Another Way of Seeing Things                                    | Narrador                |                |
| 2006 | The Inquiry                                                     | Nathan                  |                |
| 2006 | Quiet Flows the Don                                             | Pantaley                |                |
| 2006 | Il Mercante di pietre                                           | Shahid                  |                |
| 2006 | A House Divided                                                 | Grandfather Wahid       |                |
| 2007 | Carnera: The Walking Mountain                                   | Leon See                |                |
| 2007 | Come le formiche                                                | Ruggero                 |                |
| 2007 | Blood Monkey                                                    | Prof. Hamilton          |                |
| 2008 | Shark Swarm (televisão)                                         | Bill Girdler            |                |
| 2009 | Perestroika                                                     | Prof. Gross             |                |
| 2009 | Barbarossa                                                      | Siniscalco Barozzi      |                |
| 2010 | The Unseen World                                                | John Herny Newman       |                |
| 2012 | Goltzius and the Pelican Company                                | Marquês da Alsácia      |                |
| 2012 | 11 Settembre 1683                                               | Padre Marco D'Aviano    |                |
| 2013 | Inside Llewyn Davis                                             | Bud Grossman            |                |
| 2013 | Dead Man Down                                                   | Gregor                  |                |
| 2013 | Ti ho cercata in tutti i necrologi                              | Braque                  |                |
| 2014 | The Grand Budapest Hotel                                        | Zero Moustafa           |                |
| 2014 | Il mistero di Dante                                             | Dante                   |                |
| 2014 | A Little Game                                                   | Norman Wallach          |                |
| 2018 | Isle of Dogs                                                    | Jupiter (voz)           |                |
| 2018 | Robin Hood                                                      | Cardinal                |                |
| 2019 | How to Train Your Dragon: The Hidden World                      | Grimmel, o Cruel        |                |